# Happiness of Postmodern Age
Happiness of Postmodern Age je sedmé studiové album české skupiny Monkey Business. Vydalo jej 8. března 2013, vydavatelství Supraphon. Album produkoval vůdce skupiny Roman Holý a o mastering se postaral Ecson Waldes (Jiří Paška). Kromě členů kapely se na desce podílel například Ivan Mládek, Dan Bárta či americká písničkářka Joan Baez.

## Seznam skladeb
1. Up to Speed Now – 3:52
2. Your Girl Looked Like Bill Ward on the Cover of Sabotage – 4:25
3. Banging on the Drum – 3:55
4. The Ferry Tale – 4:37
5. Heartburn – 3:55
6. German Party – 3:51
7. Realistic Romantics – 4:33
8. My First Daimler – 4:08
9. Happiness of Postmodern Age – 3:42
10. Midlife Punk's Dilemma – 4:56
11. Rockin' at the Lobby Bar – 4:15
12. Diamonds and Rust – 7:09
13. The Ferry Tale (Kraak & Smaak remix) – 6:46